# Heffernia borneana
Heffernia borneana är en skalbaggsart som beskrevs av Antonio Vives 2001. Heffernia borneana ingår i släktet Heffernia och familjen långhorningar. Inga underarter finns listade i Catalogue of Life.